# 嘉多町
嘉多町（かたまち）は、群馬県高崎市の地名。郵便番号は370-0814。面積は0.01km2(2012年現在)

## 地理
前橋台地の南端、烏川左岸の東方、高崎城大手北部に位置している。

## 歴史
江戸時代からある地名である。江戸時代は高崎城下町の1町であった。

### 年表
- 1889年（明治22年）高崎町の町名となる。
- 1900年（明治33年）4月1日 市制施行で高崎町は高崎市となる。

### 地名の由来
北側が藩士組屋敷で、片側の町であったことに由来する。「片町」という町名が「嘉多町」という町名へと変わったとも考えられている。

## 世帯数と人口
2017年（平成29年）12月31日現在の世帯数と人口は以下の通りである。
| 町丁     | 世帯数 | 人口  |
| -------- | ------ | ----- |
| 上和田町 | 56世帯 | 106人 |

## 小・中学校の学区
市立小・中学校に通う場合、学区は以下の通りとなる。
| 番地 | 小学校             | 中学校             |
| ---- | ------------------ | ------------------ |
| 全域 | 高崎市立中央小学校 | 高崎市立高松中学校 |

## 交通

### 鉄道
同町に鉄道駅はない。

### 道路
国道は通っておらず、県道は群馬県道29号あら町下室田線が通っている。

## 施設
- 覚法寺